# Zac Brown Band
Zac Brown Band é uma banda americana de música country baseada em Atlanta, Geórgia. A formação atual inclui Zac Brown (vocalista principal e guitarra), Jimmy De Martini (violino e vocais), John Driskell Hopkins (baixo, guitarra, banjo, ukulele, baixo acústico e vocais), Coy Bowles (guitarra e teclados), Chris Fryar (bateria), Clay Cook (guitarra, teclados, mandolim, guitarra steel e vocais), Matt Mangano (baixo), Daniel de los Reyes (percussão) e Caroline Jones (guitarra, teclados, harmônica e vocais).
A banda já lançou sete álbuns de estúdio, dois álbuns ao vivo, uma coletânea de grandes sucessos e dois EPs. Eles também têm 16 singles que figuraram nas paradas Billboard Hot Country Songs ou Country Airplay, dos quais 13 alcançaram o primeiro lugar. Seu primeiro álbum, The Foundation, recebeu a certificação de tripla platina pela Associação Americana da Indústria de Gravação (RIAA), enquanto os álbuns seguintes, You Get What You Give e Uncaged, foram certificados como platina. Entre os artistas com quem colaboraram estão Alan Jackson, Angie Aparo, Jimmy Buffett, Kid Rock, Jason Mraz, Dave Grohl, Chris Cornell, Brandi Carlile, Avicii, Los Lonely Boys, Sara Bareilles e John Fogerty do Creedence Clearwater Revival.